# Адамс, Эрик (политик)
Э́рик Леро́й А́дамс (англ. Eric Leroy Adams; род. 1 сентября 1960, Браунсвилл, Нью-Йорк) — американский политический и государственный деятель; 110-й мэр Нью-Йорка. Сторонник Демократической партии. До этого был 18-м президентом боро Бруклин (2014—2021) и сенатором штата Нью-Йорк (2007—2013). До этого он 22 года работал в полиции Нью-Йорка. В полицейском департаменте Адамс дослужился до звания капитана. 1 января 2022 года вступил в должность мэра Нью-Йорка, став вторым подряд мэром-демократом за 20 лет после Билла де Блазио и вторым темнокожим мэром в истории города. Стал первым в истории мэром Нью-Йорка, обвиняемым в уголовных преступлениях во время работы на этом посту.

## Биография
Эрик Адамс родился в Браунсвилле, Бруклин. Он был четвёртым по счёту ребёнком в семье мясника Лероя и кухарки Дороти. Всего в семье было шестеро детей. Рос в Саут-Джамейке, Куинс. Окончил полицейскую академию г. Нью-Йорка в 1984 году и свыше 20 лет служил в городской полиции.
4 ноября 2021 года стало известно, что Эрик Адамс победил на выборах мэра Нью-Йорка. Он набрал 66,14 % голосов (676 481 голос) по итогам обработки данных с 97,76 % сканеров на избирательных участках. Его главный оппонент, республиканец Кертис Слива, признал поражение. Он набрал 28,66 % голосов (293 127 голосов). Остальные семь кандидатов не получили и 3 % голосов.
Адамс стал вторым мэром Нью-Йорка афроамериканского происхождения — первым был Дэвид Динкинс, занимавший данный пост с 1990 по 1993 год. В конце июля 2022 года мэр Нью-Йорка Адамс сравнил текущий городской бюджет с расходами в своей малообеспеченной семье, когда он был ребёнком. Говоря о необходимости разумно использовать деньги, он заявил: «Вот сколько у нас есть, вот и всё. Мы в финансовом кризисе, какого вы себе представить не можете. Уолл-стрит рушится. У нас рецессия».

### Уголовное дело
25 сентября 2024 года Эрику Адамсу было предъявлено уголовное обвинение на федеральном уровне, что ему вменяется на тот момент не было известно. 26 сентября в доме мэра агенты ФБР провели обыск. Стало известно, что Эрику Адамсу предъявили уголовные обвинения по пяти пунктам, в том числе о получении взяток, мошенничестве с использованием электронных средств, заговоре и сборе пожертвований на избирательную кампанию у иностранцев. Преступления были совершены с 2014 года, когда Адамс возглавлял нью-йоркский район Бруклин. Адамс получал взятки от турецких бизнесменов и одного турецкого правительственного чиновника. В обмен на взятки от этого чиновника Адамс оказал давление на пожарную службу, чтобы турецкому консульству разрешили работать без проверки противопожарной безопасности. Мэр заявил, что обвинения его не удивили и он продолжит работать.
10 февраля 2025 года Министерство юстиции США поручило федеральным прокурорам прекратить уголовное дело о коррупции в отношении Эрика Адамса, сославшись на опасения, что огласка повлияла на это дело и на его способность управлять. В служебной записке, направленной на этот шаг, написанном исполняющим обязанности заместителя генерального прокурора Эмилем Бове, говорилось, что обвинение ограничило возможности Адамса сосредоточиться на таких вопросах, как иммиграция и преступность.